# Hans Henrik Koefoed
 Der er flere personer med dette navn, se Hans Koefoed (flertydig).
Hans Henrik Koefoed (født 12. oktober 1760, død 28. marts 1809) var en dansk søofficer, bror til stiftamtmanden Hans Koefoed, søofficeren Georg Albrecht Koefoed og biskop Conrad Daniel Koefoed.
Han var søn af konferensråd Hans Hansen Koefoed, blev kadet 1768, sekondløjtnant i Marinen 1780, premierløjtnant 1789, kaptajnløjtnant 1790, kaptajn 1800. Han var i hollandsk tjeneste 1782-83. I tidsrummet 1784-95 var Koefoed hyppigt chef for mindre fartøjer, der udsendtes på rekognoscering, i troppetransport og med eskadrerne. I de følgende år var han chef for mindre eller subaltern officer i større skibe og 1797—98 næstkommanderende i fregatten Thetis i eskadren i Middelhavet.
Mest kendt er han dog blevet ved sin deltagelse i slaget på Reden 2. april 1801, da han førte det sløjfede linjeskib (defensionsprammen) Charlotte Amalie, som åbnede kampen på dansk side. Hans skib på 26 kanoner blev angrebet af 2 engelske linjeskibe, Monarch og Ganges, og led megen skade; af den 233 mand stærke besætning mistede han 80. Koefoed måtte til sidst stryge for overmagten, men sit mandskab reddede han dog ind til Trekroners batteri; englænderne brændte siden det næsten værdiløse skibsskrog. Koefoed blev senere chef for vagtskibet i Øresund og 1808 chef for et blokskib på Reden. Han døde 28. marts 1809. Han blev 1793 gift med Edele Mathilde Grib (død 1874).
Han er begravet på Holmens Kirkegård og er gengivet i et stik af Jacob Rieter.